# 善狐
善狐（ぜんこ）は日本における想像上の狐の種族群のひとつ。5種の狐が挙げられており、江戸時代の随筆『宮川舎漫筆』に記述が見られる。人間に対して悪事をなす野狐（やこ）の対となる存在であるとされる。

## 概要
『宮川舎漫筆』に収録されている「狐ものがたり」（天日という名を名乗る狐に憑依された人物との問答の記事）中に、その概要が記されており、善狐たちには、天狐・金狐・銀狐・白狐・黒狐の5種が存在している。それぞれの善狐の種族は別箇の狐として存在しており、いずれも生まれながらにそれぞれの善狐の種族として存在しているとされる。
「悪狐」であるといえる「野狐」とは違い、人間などに対して悪戯をはたらいたり憑依をしたりはしない存在であると語られている。そのいっぽう、正直な人間やそのために貧苦の境涯にある人間などに対して「保養」などと称して憑依をしたり、軽い悪戯をしたりをしたりもするという。その際に憑依の対象となった人間に対しては何かしらかの福を授けたりもするようで、「狐ものがたり」で憑依をしている天白という善狐は憑依の対象となった14歳の少年の青鼻水が常時でる症状は未来において「悪しき病」に変貌する持病なので「保養としての憑依」の返報として、これを治すと語っている。
「狐ものがたり」以外に、このようなかたちの狐の種族群が詳述された例は江戸時代の文献類に確認されておらず、前後にこのような情報が享受されていたかどうかについてはよくわかっていない。

## 一般名詞としての善狐
人間に対して善い態度で接する・有益な存在と目されている狐を意味する一般名詞として、上記のような「種族群」の固有名詞としての使用以外にも「善狐」という単語は使用されている。意味合いの似たものに霊狐がある。「善狐」や「霊狐」などの呼称は主として稲荷信仰などに従事する僧侶や修験者などといった寺社や民間の宗教者たちによって用いられて来たものである。
小泉八雲は『知られぬ日本の面影』の第15章「狐」で、狐たちは善悪を兼ね備えたものと見られていたが戦国時代以後に大名たちなど武士階級が稲荷神を尊崇した結果、それらを中心とした稲荷として祀られる狐（崇拝するべき狐、善狐）と人に取り憑いて良くないことをもたらす狐（殺すべき狐、妖狐）の明確な区別が生じていったのではないかと説いている。